# Straningbach
Der Straningbach ist ein rechter Zufluss zur Schmida bei Sitzendorf an der Schmida in Niederösterreich.
Der Straningbach entsteht durch Zusammenfluss von Regelsbach als rechter und Etzmannsdorfer Bach als linker Quellbach. Der Regelsbach entspringt in Zogelsdorf und versorgte die ehemalige Aumühle knapp vor Straning mit Kraft und der Etzmannsdorfer Bach entspringt westlich von Etzmannsdorf. Nach dem Zusammenfluss nordöstlich von Straning fließt er Richtung Osten nach Sitzendorf ab, wo er rechtsseitig in die Schmida einmündet. Sein Einzugsgebiet umfasst 16,2 km² in teilweise bewaldeter Landschaft.